# Joinville Esporte Clube
O Joinville Esporte Clube, mais conhecido pelo seu acrônimo JEC, é um clube de Joinville, cidade localizada no Norte do estado brasileiro de Santa Catarina.
No futebol, é considerado pela imprensa catarinense como um dos cinco grandes clubes do estado, junto com o Avaí, Chapecoense, Criciúma e Figueirense, ficando conhecido nacionalmente na década de 1980, por fazer frente a grandes equipes no Campeonato Brasileiro, principalmente quando jogava em seu estádio, o velho Ernestão.
Seu maior rival é o Criciúma, com quem protagoniza o chamado Clássico Norte-Sul ou Clássico do Interior, tido por muitos como o maior clássico do futebol catarinense. Mas também, tem forte rivalidade com os times do Avaí, Figueirense e Chapecoense.
O Joinville é o terceiro clube com maior número de conquistas do Campeonato Catarinense, junto com o rival Criciúma, ambos com 12 títulos, e detém o recorde de títulos consecutivos da competição (oito, entre 1978 e 1985).

## História

### 1976[2]

#### O início campeão
O Joinville Esporte Clube foi fundado em 29 de janeiro de 1976, a partir da união dos departamentos de futebol do América e do Caxias, os dois clubes profissionais da cidade na época. Ambas as equipes enfrentavam sucessivas crises, e foi com uma parceria entre dois tradicionais adversários do futebol local que começou a história do JEC.
A solução encontrada por um dos dirigentes do Caxias, no sentido de pelo menos remediar momentaneamente os problemas do clube, foi de convidar para a presidência o industrial João Hansen Júnior, da Tubos e Conexões Tigre.
A partir daí, o único e difícil passo para se criar um novo clube em Joinville foi obter a aprovação dos caxienses e americanos. Porém prevaleceu o bom senso, e em 29 de janeiro de 1976 foi criada a nova agremiação com a personalidade jurídica de Joinville e constituída também a sua primeira diretoria sob a presidência de Waldomiro Schützler.
O primeiro jogo do recém clube fundado foi em uma disputa amistosa contra o Vasco da Gama, no Estádio Ernesto Schlemm Sobrinho. O Tricolor abriu o placar com Tonho, e Roberto Dinamite empatou para o clube carioca. Ao final da partida, a torcida já demonstrava afeto pelo novo clube e festejava pelas ruas com orgulho o empate em 1x1. Mais de 15 mil torcedores compareceram ao estádio.

#### Nasceu campeão
Menos de um mês depois, o Joinville estreava no Campeonato Catarinense diante do Marcílio Dias. Em 36 jogos, obteve uma espetacular campanha, com 21 vitórias, 10 empates e apenas 5 derrotas. O JEC nascia campeão. O último jogo do estadual foi contra o Juventus de Rio do Sul, no velho Estádio Edgar Schneider (Olímpico), atual Sadalla Amin Ghanem. Vitória por 1x0, com de gol de Tonho. Ao término da partida, o capitão Fontan ergueu a Taça Henrique Labes.

### 1978–1990

#### Hegemonia estadual e o octa-catarinense
Em 1978, o JEC começava uma façanha inédita, histórica no estado de Santa Catarina e no Brasil. Para isso acontecer, o Tricolor fez grandes contratações, investindo pesado com as chegadas de Jorge Luis Carneiro, Edu Antunes, Vagner Bacharel, Carlos Alberto entre outros ótimos jogadores que conquistaram naturalmente o catarinense daquele ano. No campeonato seguinte, em 1979, o JEC continuou reforçando o plantel. Lico, que havia jogado no América, agora também vestia o manto tricolor para fazer história. Com ele e o grande elenco em campo, o JEC foi bicampeão.
O Tricampeonato, válido pelo estadual de 1980, foi finalizado em março de 81. O Tricolor mantinha a base do elenco e agora podia contar com reforços como Zé Carlos Paulista, Ademir, Ladinho, Borrachinha e Reinaldo Antonio Baldesin, ou simplesmente Nardela, que mais tarde viera ser o maior ídolo do clube. Em 1981, o JEC continuava imbatível. Ganhou os dois turnos e foi tetracampeão catarinense. O jogo que deu o título aconteceu na cidade de Brusque, no Estádio Augusto Bauer. Vitória tricolor pelo placar de 2x0, diante do Carlos Renaux.
No ano de 1982, depois de 50 jogos, o JEC era o primeiro pentacampeão de Santa Catarina, feito inédito e único até hoje. A final foi contra o Criciúma: 1x0 em Joinville e empate em 1x1 no Estádio Heriberto Hulse. No elenco, destaque para Palmito, prata da casa. Em 1983 a saga continuava. Jogando na capital e dependendo apenas de um empate, o JEC fez a festa no Estádio Orlando Scarpelli ao ficar no 0x0 com o Figueirense. No ano seguinte, novamente na cidade de Florianópolis, no mesmo estádio, diante do próprio Figueirense e com o mesmo placar, o JEC deu a volta olímpica e foi aplaudido de pé. Era o heptacampeonato.

#### Uma arrancada fantástica para o octacampeonato
No ano de 1985, o JEC atingiu o auge após uma bela participação no Campeonato Brasileiro, chegando em 8º lugar dentre os 44 participantes. No catarinense, obteve uma arrancada fantástica. Na terceira fase da competição, venceu o Marcílio Dias pelo placar de 4x0 e foi até a final completando 17 jogos invictos. A decisão ocorreu no Estádio Hercílio Luz, agora por uma punição que foi aplicada tardiamente. Com o fato de ter que jogar a final fora de casa, a torcida do Joinville fez história e invadiu a cidade de Itajaí. Jogando um futebol convincente, bateu o Avaí por dois tentos a zero, com João Carlos Maringá abrindo o placar aos 45 segundos de jogo, e Paulo Egídio marcando o segundo gol no apagar das luzes, aos 45 minutos do segundo tempo. O Joinville era octacampeão estadual, uma supremacia que poucos clubes conseguiram conquistar.
Dez anos depois da fusão entre os dois clubes, o Joinville já havia acumulado tantos títulos quanto América, Caxias e Operário (todos clubes de Joinville) em 65 anos de história.
No catarinense de 1986, o Tricolor não chegou a final do Catarinense, mas a 10º conquista foi adiada para o ano seguinte, quando venceu o Criciúma por 2x0 no sul do estado, em partida que coroou o trabalho do maior ídolo tricolor, Nardela, sete vezes campeão catarinense vestindo a camisa do JEC. Neste dia, o meia, mesmo machucado e tendo que jogar boa parte da partida com a cabeça enfaixada, marcou o segundo tento do Joinville. Agora o JEC era 10 vezes Campeão em 12 anos de história.
Ainda nos anos 1980, o Joinville foi vice-campeão estadual em 1989 e 1990.

### 1991–1999

#### Década da irregularidade
No começo dos anos 90, diante da dificuldade que assombrava os clubes brasileiros, o JEC traçou uma década sem títulos no profissional. Entretanto, o clube passou por uma processo de profissionalização de outros setores do clube que culminaram no título de campeão Sul-americano em 1992 nas categorias de base. No ano seguinte foi o primeiro clube do Santa Catarina a inaugurar seu Centro de Treinamento.
Em 1996, o Joinville foi vice-campeão do Campeonato Catarinense de forma polêmica. O JEC precisava de 2 gols de diferença no último jogo do returno do Quadrangular final contra a Chapecoense para se sagrar campeão catarinense. O Joinville vencia por 3x2 e até que aos 56 minutos do 2º tempo (o jogo foi paralisado após confusão em campo), após cobrança de escanteio, Luiz Américo cabeceia e o zagueiro da Chapecoense usa a mão para tirar o gol, no rebote o atacante Marcos Paulo toca para o gol, validando o gol. A torcida invadiu o gramado na comemoração até que chega a notícia que o árbitro anulou o gol no vestiário após o termino do jogo.
Com o resultado de 3x2, Joinville e Chapecoense voltaram a se enfrentar na final. No primeiro jogo, vitória de 2x0 para o Tricolor. No jogo da volta, mais polêmica: torcedores da Chapecoense explodiram muitos fogos de artifício durante a noite e madrugada inteira do lado Hotel Bertaso, local onde a delegação do Joinville estava hospedada. Revoltado, o mandatário do Joinville, Vilson Florêncio, ordenou que o elenco retornasse para Joinville. A partida foi dada como W.O. mas o Joinville consegue na justiça o direito para jogá-la. Assim, a final foi remarcada para dezembro de 1996, quando o Joinville perdeu a partida e o título para o clube do Oeste Catarinense.

### 2000–2001

#### Bicampeonato estadual
O Joinville chegou ao seu 12˚ título estadual ao vencer as edições de 2000 e 2001 do Campeonato Catarinense, após 13 anos de jejum. A primeira conquista foi em cima do Marcílio Dias, em um jogo eletrizante no Ernestão. Fabinho carimbou o título aos 45 minutos do segundo tempo e fez a torcida soltar o grito que estava engatado na garganta. O choro e os sorrisos se misturavam à emoção do momento.
Em 2001, longe de casa, na cidade de Criciúma, o Tricolor levantou o bicampeonato, vencendo novamente por 2x0, como em 1987. Desta vez, Perdigão e Marlon anotaram os gols. O goleiro Marcão também foi o grande destaque da equipe.

### 2004–2010

#### Decadência
Em 2004 o clube iniciou um período turbulento que culminou com o rebaixamento da Série B para a Série C do Campeonato Brasileiro. Pouco tempo depois, a cidade ganhou a Arena Joinville, onde o Tricolor passou a mandar seus jogos. E o início da caminhada no novo estádio foi árduo. Mesmo com a torcida comparecendo em peso, a equipe não conseguia recuperar o prestígio no cenário nacional. Em 2008 e 2009, chegou a ficar sem calendário nacional.
Em 2010, disputou a Série D, após conquistar o título da Copa Santa Catarina de 2009, e terminou desclassificado nas quartas de final pelo América (AM), logo após a derrota, o setor jurídico do clube identificou que o adversário havia utilizado um jogador irregular nas duas partidas disputadas, o jogador Amaral Capixaba não havia sido inscrito no BID, e desta vez, o time conseguiu o tão esperado retorno à Série C. No ano de 2009 o Joinville começou o seu projeto de reconstrução, terminando o campeonato em 3º lugar e em 2010 conquistou o vice-campeonato catarinense.

### 2011–2013

#### Ressurgimento e título nacional
Com o objetivo de resgatar a história vitoriosa do clube, o JEC iniciou um processo de reformulação. O trabalho contínuo de reorganização resultou no título inédito e incontestável da Série C em 2011, gerando a volta do JEC à segunda divisão nacional após oito anos.
No dia 18 de outubro de 2011 o JEC consolidou sua volta para Série B ao ganhar do Brasiliense por 4x1, com duas rodadas de antecedência. Seis dias depois, com a derrota do Ipatinga para o Brasiliense por 4x1, o Joinville se classificou para a final do Campeonato Brasileiro da Série C, com uma rodada de antecedência.
Nesta temporada, o Tricolor realizou a melhor campanha de todas as competição nacionais, obtendo um aproveitamento de 73,8%. Dirigido pelo técnico Arturzinho, o JEC levantou a primeira taça a nível nacional após duas vitórias em cima do CRB. Em Maceió, vitória do Joinville em pleno Estádio Rei Pelé por 3x1. E na Arena Joinville, diante de quase 20 mil torcedores, goleada por 4x0.
No seu retorno para a Série B, o Joinville acaba o ano em 6º lugar com 60 pontos, 11 pontos atrás do 4º Lugar, o Vitória. O time chegou a ficar algumas rodadas no G4 do Campeonato, mas após a saída de alguns jogadores perdeu forças e acabou fora.
Em 2013 a posição se repetiu, 6º Lugar com 59 pontos, 1 ponto a menos que o 4º lugar, o Figueirense. Outra vez o JEC esteve algumas rodadas no G4, mas problemas de relacionamento entre os jogadores levaram o time a patinar na classificação.
O artilheiro do Joinville nas duas competições foi o atacante Lima, com 17 e 14 gols respectivamente. Foi na Série B de 2013 que Lima superou a marca de Nardela de 130 gols, tornando-se o maior artilheiro da História do Joinville Esporte Clube, o atacante ainda chegou aos 140 gols com a camisa do Tricolor antes de sair no final do ano de 2013. Lima foi o pivô de muitas polêmicas e acabou deixando o Joinville. Outros jogadores de história no Clube, campeões brasileiros e com mais de 100 jogos também deixaram o JEC no final de 2013. Ricardinho e Eduardo, rumaram para o rival Criciúma. Ricardinho já havia sido emprestado no meio da temporada para o sul do estado.

### 2014

#### Segundo título nacional
O Joinville apresenta o time com o intuito de Renovação. Hemerson Maria, ex-Avaí, é o técnico do JEC em 2014, outras contratações foram feitas. Como a do zagueiro Bruno Aguiar, o atacante Jael, e a do lateral esquerdo e meia Wellington Saci (que terminou como melhor jogador do Campeonato Catarinense de 2014). O JEC fez um campeonato regular, mas se classificou pro Quadrangular Final apenas na última rodada após goleada no Marcílio Dias em casa por 4x0.
No Quadrangular, a classificação para final veio com uma rodada de antecedência, mas o clube não conseguiu trazer o jogo final para a sua casa. Isso custou caro, pois o time que terminasse em primeiro o Quadrangular teria vantagem de dois resultados iguais, e foi o que aconteceu. O título Catarinense não veio. Após uma vitória por 2x1 na Arena Joinville sobre o Figueirense (adversário da final), abriu o marcador logo no primeiro minuto de jogo, no jogo de volta no Orlando Scarpelli. Após cobrança de pênalti e defesa de Ivan, a bola veio em direção a Dudu, que apenas empurrou ao gol. Aos 34, Marcos Assunção lança na área, Ivan faz bonita defesa e, na sobra, Lucio Maranhão, usando o braço, marca. No segundo tempo o Joinville foi superior. E descontou aos 11, com um belo gol do lateral Wellington Saci, arriscando de fora da área. O Tricolor persistiu no ataque, mas a bola teimou em não entrar. Final de jogo: Figueirense 2x1 JEC. O fim do jejum não veio, mas o clube mostrou que reviveu para o futebol catarinense e termina com várias premiações. No total, foram seis troféus bola de ouro. Além disso, o JEC teve Ivan como o goleiro menos vazado do campeonato e Wellington Saci como o craque do Estadual.
Até a parada da Copa do Mundo de 2014, o JEC termina a Série B na 2ª colocação com 20 pontos conquistados.
No dia 4 de novembro de 2014, o JEC confirmou o retorno a elite do futebol brasileiro com vitória sobre o Sampaio Corrêa com placar de 2x1.
No dia 29 de novembro de 2014, o JEC conquista o título da Série B do Brasileirão, apesar de sair de campo com a derrota para o Oeste, o empate do então vice colocado Ponte Preta deu o título ao clube catarinense.

### 2015

#### Final do Campeonato Catarinense, disputa judicial e campanha na Série A
No Campeonato Catarinense, o clube não teve um bom início, classificando-se apenas em 6º lugar. Na fase seguinte (Hexagonal) ficou em 1° lugar, levando a vantagem do empate para os 2 confrontos decisivos contra o Figueirense. Na semana que sucedeu o 0x0 do jogo de ida, no Orlando Scarpelli, levantou-se a polêmica da irregularidade de um atleta tricolor em partida do hexagonal. André Krobel, à época com 20 anos, assinou a súmula sem contrato profissional e infringiu o artigo 27 do regulamento geral da Federação Catarinense de Futebol – o que levou o Tribunal de Justiça Desportiva de Santa Catarina (TJD-SC) a punir o Joinville com a perda de 4 pontos. Apesar das discussões e da constatação da irregularidade, a FCF não alterou a data da grande final do campeonato. Sendo assim, na Arena, após outro 0x0, torcida e jogadores do Joinville comemoraram a conquista estadual, algo que não acontecia desde 2001. Por outro lado, o time do Figueirense também comemorou com sua torcida, crente na irregularidade de André Krobel e no fato de que a vantagem do empate deveria ser do Alvinegro. Após vencer o julgamento em todas as instâncias desportivas, o Figueirense foi homologado campeão catarinense de 2015, no dia 3 de setembro, em cerimônia na sede da FCF.
No Campeonato Brasileiro de 2015, o Joinville sentiu os efeitos de ter feito um começo ruim. Sem poder de reação e com a troca de vários técnicos e jogadores, o JEC acabou rebaixado para a Série B no ano seguinte à sua volta, com 31 pontos, na 20ª colocação.

### 2016–2018

#### Quedas consecutivas e a volta a Série D
Em 2016, no Campeonato Catarinense, o Joinville foi mais uma vez para a final, só que desta vez o adversário era a Chapecoense. No primeiro jogo o JEC perdeu por 1x0 em casa. No jogo de volta em Chapecó, o JEC precisava vencer por dois gols de diferença para ser campeão pois a Chapecoense tinha feito a melhor campanha, mas o resultado final da partida foi 1x1 e a Chapecoense foi campeã do estadual.
Depois de cair da Série A para a Série B, o Joinville volta a segunda divisão, O Joinville precisava que o Náutico ganhasse do Oeste para o JEC não cair para a Série C. O Joinville terminou a Série B de 2016 na 17ª colocação. O Joinville ficou muito perto da classificação para as quartas de final da Série C com uma goleada de 8x1 sobre o Mogi Mirim. Terminou a Série C na 5ª colocação. Em 2018, o Joinville fez uma reformulação no elenco mas acabou caindo para a quarta divisão ficando na lanterna com 14 pontos e amargando o rebaixamento.

### 2019–2023

#### Nova decadência
Em 2019, o Joinville não fez boa campanha na Série D, sendo eliminado na primeira fase da competição. Em 2021, foi eliminado na terceira fase pelo Uberlândia, quando disputava a competição com o objetivo de ficar entre os quatro melhores para obter calendário no segundo semestre de 2022, o que não aconteceu e, consequentemente, não obteve classificação em nível nacional para 2022, o que se repetiu até 2023.

### 2024

#### O retorno à Série D
Nas quartas de final do Campeonato Catarinense de 2024, apesar de ser eliminado pelo Avaí, o Joinville conquistou o tão almejado retorno às divisões nacionais para o próximo ano, para Série D de 2025, devido a eliminação do Hercílio Luz, que também disputava a vaga para o campeonato nacional do próximo ano, diante do Criciúma.

#### Vexame na Copa Santa Catarina
Ainda neste ano de 2024, o JEC conseguiu a façanha de fazer sua pior campanha na Copa Santa Catarina, não vencendo nenhum jogo da fase classificatória (5 empates e 2 derrotas), sendo eliminado de forma precoce, sem chances de chegar às semifinais, o que motivou a demissão do técnico Ney Franco semanas depois.

## Títulos
| NACIONAIS | NACIONAIS                        | NACIONAIS | NACIONAIS                                                               |
|           | Competição                       | Títulos   | Temporadas                                                              |
|           | Campeonato Brasileiro - Série B  | 1         | 2014                                                                    |
|           | Campeonato Brasileiro - Série C  | 1         | 2011                                                                    |
| REGIONAIS | REGIONAIS                        | REGIONAIS | REGIONAIS                                                               |
|           | Competição                       | Títulos   | Temporadas                                                              |
|           | Recopa Sul-Brasileira            | 1         | 2009                                                                    |
| ESTADUAIS | ESTADUAIS                        | ESTADUAIS | ESTADUAIS                                                               |
|           | Competição                       | Títulos   | Temporadas                                                              |
|           | Campeonato Catarinense           | 12        | 1976, 1978, 1979, 1980, 1981, 1982, 1983, 1984, 1985, 1987, 2000 e 2001 |
|           | Copa Santa Catarina              | 5         | 2009, 2011, 2012, 2013 e 2020                                           |
|           | Recopa Catarinense               | 1         | 2021                                                                    |
|           | Campeonato Catarinense - Série B | 3         | 2005, 2006 e 2007                                                       |
|           | Taça Santa Catarina              | 1         | 1980                                                                    |
|           | Taça Governador do Estado        | 3         | 1981, 1982 e 1984                                                       |
| --------- | -------------------------------- | --------- | ----------------------------------------------------------------------- |

## Estatísticas

### Participações
|  | Participações em 2025 |

| Competição     | Competição             | Temporadas | Melhor campanha    | Estreia | Última | P | R |
| Santa Catarina | Campeonato Catarinense | 49         | Campeão (12 vezes) | 1976    | 2025   |   | – |
| Santa Catarina | Série B                | 3          | Campeão (3 vezes)  | 2005    | 2007   | – | – |
| Santa Catarina | Copa Santa Catarina    | 20         | Campeão (5 vezes)  | 1991    | 2025   |   |   |
|                | Primeira Liga          | 1          | Grupos (2017)      | 2017    | 2017   |   |   |
| Brasil         | Campeonato Brasileiro  | 12         | 8º colocado (1985) | 1977    | 2015   |   | 1 |
| Brasil         | Série B                | 21         | Campeão (2014)     | 1982    | 2016   | 1 | 2 |
| Brasil         | Série C                | 8          | Campeão (2011)     | 1994    | 2018   | 1 | 1 |
| Brasil         | Série D                | 5          | 4º colocado (2010) | 2010    | 2025   | 1 |   |
| Brasil         | Copa do Brasil         | 11         | 4ª fase (2017)     | 1990    | 2021   |   |   |
|                | Copa Sul-Americana     | 1          | 2ª fase (2015)     | 2015    | 2015   |   |   |

O Joinville nunca foi rebaixado para Série B do Campeonato Catarinense. Suas participações e títulos se devem pelo motivo que, durante alguns anos, esta competição contava com os clubes que disputavam a Série A e que não tinham calendário ativo para o restante do ano.

## Estrutura

### Centro de treinamentos[3]
O Joinville Esporte Clube foi o primeiro clube catarinense a construir seu próprio Centro de Treinamento, o CT do Morro do Meio, inaugurado em 1995. Situado na zona oeste da cidade, o terreno onde está instalado foi uma doação do ex-presidente do clube, Wilson Florêncio.
O Centro de Treinamento do Morro do Meio passou por reformas em 2011, por meio da liberação de recursos do Fundesporte, que possibilitaram a construção de um novo prédio, contendo academia, sala de fisioterapia, departamento médico, refeitório, cozinha, salas para diretores, 26 suítes, auditório, sala de TV e sala de jogos. Além disso, toda a parte administrativa foi transferida para o CT em 2014.
Além de local de treinamentos para o time principal, as equipes da categoria de base utilizam o CT do Morro do Meio para jogos oficiais do Campeonato Catarinense e outras competições.

### Arena Joinville–A casa do JEC
Em 2004, observando a necessidade de um espaço mais moderno para atender a grande torcida tricolor, a Prefeitura Municipal de Joinville entregou a Arena, com capacidade inicial para 15 mil espectadores.
A partida inaugural aconteceu no dia 25 de setembro de 2004, entre Joinville e Seleção Masters. Depois, em meados de 2007, o estádio passou por obras, tendo sua capacidade expandida para 22.400 torcedores.
Na final da Série C do Brasileiro 2011, na goleada do JEC por 4x0 sobre o CRB, a Arena obteve seu recorde de público.
| Dados oficiais da Arena Joinville |                                   |
| Gramado                           | Gramado natural (105x68m)         |
| Capacidade                        | 22.400                            |
| Data inauguração                  | 25 de setembro de 2004            |
| Público recorde                   | 19.631 pessoas                    |
| Partida com maior público         | Joinville 4x0 CRB                 |
| Local                             | Rua Inácio Bastos - Joinville, SC |